# 宮澤洋一
宮澤洋一（1950年4月21日—），日本政治家、前大藏省官僚，自由民主黨黨員，前經濟產業大臣（第19、20代）。出身於東京都。參議院議員（當選1期）、前眾議院議員（當選3期）。在自民黨內屬於宏池會（岸田派）。
出身於政治世家，第78代日本內閣總理大臣宮澤喜一是其伯父。
歷任參議院政策審議會長代理、裁判官追訴委員會第一代理委員長等職務。

## 經歷
東京大學法學部公法課程畢業後，大藏省入省（證券局總務課企劃係分配）。1978年，主稅局國際租稅課協定第一係長。1980年，岸和田稅務署長。1981年，國際金融局投資第一課長補佐。1982年，國際金融局總務課長補佐。1983年，國際金融局投資第二課長補佐。1984年，理財局資金第一課長補佐。1987年，證券局總務課長補佐。1988年，證券局業務課長補佐。1989年，大臣官房企劃官。
2000年6月，眾議院議員初次當選。2014年，就任經濟產業大臣。

## 外部連結
- 宮澤洋一 官方網站（页面存档备份，存于）
- 宮澤洋一 官方博客（页面存档备份，存于）

| 官衔                            | 官衔                                                        | 官衔                            |
| ------------------------------- | ----------------------------------------------------------- | ------------------------------- |
| 前任： 小淵優子                 | 經濟產業大臣 第19、20代：2014年—2015年                      | 繼任： 林幹雄                   |
| 前任： 小淵優子                 | 特命擔當大臣（原子能損害賠償支援機構） 第5代：2014年—2015年 | 繼任： 林幹雄                   |
| 前任： 木村勉 山本明彥 中川義雄 | 內閣府副大臣 2008年—2009年 與增原義剛、谷本龍哉一起         | 繼任： 大島敦 古川元久 大塚耕平 |